# Alps Australians
Els Alps Australians (en anglès Australian Alps) són una serralada situada al sud-est d'Austràlia que s'estén pels estats de Nova Gal·les del Sud i Victòria. Conté les muntanyes més elevades de l'illa, algunes per sobre dels 2.000 msnm. El cim més alt de la serralada és el Kosciuszko, amb 2.228 m.

## Ecologia
Els Alps formen una important reserva natural, amb diferents parcs nacionals, en particular el Parc Nacional Kosciuszko a Nova Gal·les del Sud i l'Alpine National Park a l'estat de Victòria, administrats en cooperació com els Parcs Nacionals dels Alps Australians pels governs d'Austràlia, Nova Gal·les, Victòria i el Territori de la Capital Australiana.

## Esquí
Els Alps acullen les úniques instal·lacions d'esquí del continent australià, repartides pels estats de Nova Gal·les i Victòria:
| Nova Gal·les del Sud - Perisher Blue - Perisher Valley - Thredbo - Guthega - Charlotte Pass - Selwyn Snowfields | Victòria - Mont Buller - Falls Creek - Mont Hotham - Dinner Plain - Mont Baw Baw - Mont Howitt - Mont Buffalo - Llac Mountain - Mont Donna Buang |